# ASPO Tours
ASPO Tours (vollständiger Name: Association sportive de préparation olympique Tours) ist eine französische Basketballmannschaft aus Tours, die zum gleichnamigen Sportverein gehört.

## Geschichte

### Anfänge
Der Stammverein wurde 1913, die Basketballabteilung 1925 gegründet. Erstmals auf sich aufmerksam machte sich das Team 1945, als es bis in das Viertelfinale der Play-offs um die französische Meisterschaft gelangte. In den Nachkriegsjahren verbrachte ASPO diverse Spielzeiten in der höchstklassigsten Liga in Frankreich, ohne jedoch Spitzenpositionen zu bekleiden. Dagegen gewannen die Jugendteams mehrere Titel. Nach einigen Jahren in der Zweitklassigkeit (National 2) wurde in der Saison 1966/67 als Meister der Aufstieg in die erste Liga geschafft. Dort spielte man nur eine durchschnittliche Rolle, hielt sich aber jahrelang von der Abstiegszone fern. Die Saison 1973/74 stellte die vorerst beste der Vereinshistorie dar, als ASPO Fünfter wurde und in der Spielzeit darauf am Korać-Cup teilnehmen durfte, wo man unter die letzten 16 kam und in einer Vierergruppe unglücklich ausschied. Die rasante Leistungssteigerung der Mannschaft stoppte dieses Scheitern aber nicht. Bereits die Saison 1974/75 wurde ASPO französischer Vizemeister, nur einen Punkt hinter Meister ASVEL Lyon.

### Französischer Meister und Europapokalfinale
In der Saison darauf, 1975/76, distanzierte ASPO den Vorjahresmeister dann mit sieben Punkten und gewann die französische Liga. Dieser große Erfolg war aber nicht der einzige in dieser Spielzeit, denn die Mannschaft erreichte auch das Finale um den Europapokal der Pokalsieger, für den man sich als Vizemeister des Vorjahres qualifizierte, da in Frankreich zu dieser Zeit kein Pokalwettbewerb ausgetragen wurde. Nachdem ASPO erfolgreich die Gruppenphase überstand, traf die Mannschaft auf CB Estudiantes Madrid. Obwohl das Hinspiel im heimischen Tours klar mit 106:81 gewonnen wurde, gaben die Spanier im Rückspiel alles und siegten 93:72. Damit hatten die Franzosen insgesamt 4 Korbpunkte mehr erzielt und zogen ins Endspiel ein. In diesem traf man auf den italienischen Serienmeister und Titelverteidiger des Europapokals der Pokalsieger Olimpia Milano. ASPO ging als Außenseiter ins Spiel, hielt das Match aber bis zum Ende offen. Letztlich unterlag das Team den Mailändern mit 83:88.

### Landesmeisterpokal und erneut französischer Meister
Als französischer Meister spielte das Team in der Saison 1976/77 erstmals im wichtigsten Europapokal, dem Europapokal der Landesmeister mit, wurde in der Vierergruppe Zweiter hinter Racing Pils Mechelen und schied aus, da nur der Erstplatzierte weiterkam. Den Titel in der nationalen Spielklasse konnte ASPO nicht verteidigen, belegte aber in den Folgejahren konstant Plätze im oberen Tabellendrittel. Den zweiten Meisterschaftsgewinn feierte die Mannschaft in der Saison 1979/80, als im mittlerweile eingeführten Finale um den Ligagewinn Le Mans Sarthe Basket 72:66 geschlagen wurde. Bei der folgenden zweiten Teilnahme am Landesmeisterpokal scheiterte das Team in der Gruppenphase erneut knapp. Vor Panathinaikos Athen und Sutton & Crystal Palace, aber hinter Maccabi Elite Tel Aviv wurde die Gruppe abgeschlossen.

### Letzten Jahre in der LNB Pro A
Zunächst hielt sich ASPO im Kreis der Topteams Frankreichs und wurde in der Spielzeit nach dem Meisterschaftsgewinn Dritter. Doch schon in der Saison 1985/86, die das Team als Sechster abschloss, wurde ein Abwärtstrend erkennbar. Nachdem der Abstieg 1984 nur knapp abgewendet wurde, wurde dies in der Saison 1984/85 nicht mehr geschafft, als 13. stieg ASPO Tours in die zweite Liga ab. Es folgten noch drei Spielzeiten in der Elite-Liga, der LNB Pro A, ehe in der Saison 1991/92 der dritte Abstieg binnen sieben Jahren geschah und der Verein es seitdem nicht mehr zurückschaffte. Einige Saisons spielte ASPO noch in der zweitklassigen LNB Pro B, als auch diese nicht mehr gehalten werden konnte und der Gang in die Drittklassigkeit angetreten wurde. Mittlerweile wurde der Spielbetrieb einer Profimannschaft vorübergehend eingestellt, da es an Sponsoren fehlt und die finanzielle Situation schon seit dem Abstieg aus der LNB Pro A im Jahre 1992 problematisch war. Allerdings treten weiterhin Jugendmannschaften in Wettbewerben unter ASPOs Namen an.

## Erfolge
National
- Französischer Meister (2): 1976, 1980

International
- Finalist des FIBA Europapokal der Pokalsieger: 1976